# Guilherme (calciatore 24 luglio 1991)
Guilherme Soares Guedes de Freitas, meglio noto come Guilherme (Sant'Ana do Livramento, 24 luglio 1991), è un ex calciatore brasiliano, di ruolo attaccante.

## Carriera
Ha giocato nella massima serie uruguaiana. Inoltre, ha giocato tre partite nella fase a gironi della OFC Champions League.